# Шабо
Шабó — село в Україні, в Білгород-Дністровському районі Одеської області, адміністративний центр Шабівської сільської громади. Розташоване на березі Дністровського лиману, на відстані 10 км від Чорного моря. Через село проходить об'їзна гілка E87 — траса Н33 Монаші — Одеса.

## Назва
Місце, куди прибули швейцарські переселенці, спрадавна називалося — «Аша-Абага» (тур. Acha-abag), що турецькою означає «Нижні сади» («садами» в той час називали виноградники, а «нижніми» їх іменували тому, що вони розташовувалися нижче Аккермана). Франкомовні швейцарці спочатку намагалися зберегти історичну турецьку назву, але через труднощі вимови поступово переробили його в «Шаба» (Schabag, «g» наприкінці слова у французькій не вимовляється), а потім остаточно перейменували в «Шабо» на французький манір.

## Історія
Перше татарське поселення на місці сучасного Шабо з'явилося близько 500 років тому. Найбільш раннє свідчення про існування Шабо зафіксовано у формі «Аша-Абага» в картографічному джерелі 1788 року. Ця дата вважається датою заснування Шабо.
10 листопада 1822 року з дозволу імператора Олександра I було створено поселення переселенців зі швейцарського кантону Во. Натхненник переселення швейцарців і засновник колонії — Луї-Венсан (Іван Карлович) Тардан, який зазначав: «Якщо хочете побачити рай на землі, кращого місця не знайдете».
Станом на 1886 рік у швейцарській колонії, центрі Шабської волості Аккерманського повіту Бессарабської губернії, мешкало 494 особи, налічувалось 83 дворових господарства, існувала лютеранська церква, школа, крамниця. За 7 верст — молитовний будинок.
Село є колишнім районним центром Лиманського району Аккерманської області.
У ніч на 27 січня 2015 року в Шабо було завалено пам'ятник російському політичному діячеві та організатору червоного терору В. Леніну.

## Населення
Згідно з переписом 1989 року, населення села становило 8449 осіб, з яких 3833 чоловіки та 4616 жінок.
За переписом населення 2001 року, в селі мешкали 7152 особи.

### Мова
Розподіл населення за рідною мовою, за даними перепису 2001 року:
| Мова       | Відсоток |
| ---------- | -------- |
| українська | 64,04 %  |
| російська  | 33,98 %  |
| румунська  | 0,72 %   |
| болгарська | 0,69 %   |
| білоруська | 0,13 %   |
| вірменська | 0,13 %   |
| гагаузька  | 0,08 %   |

## Виноробство

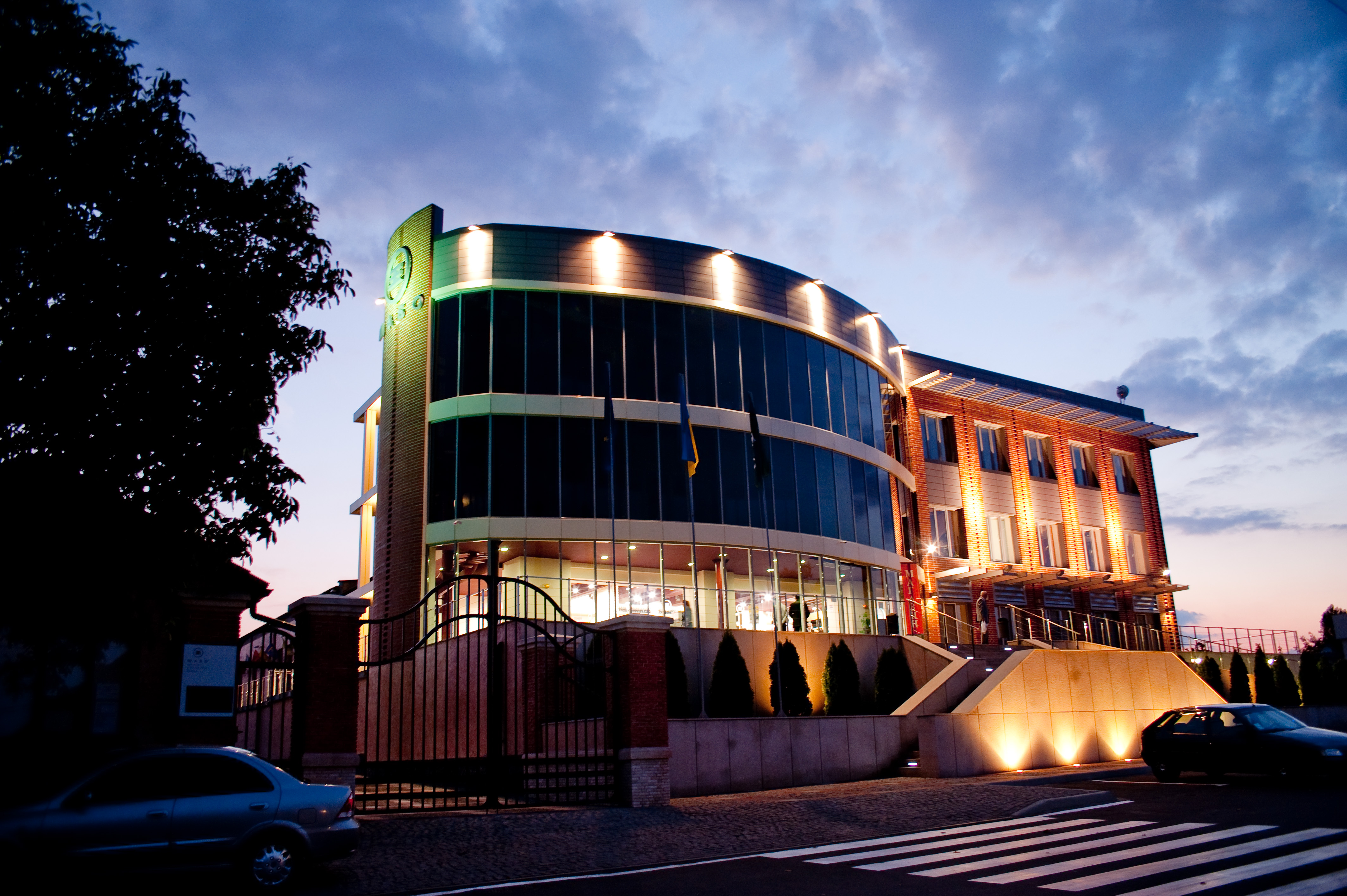
Вхід на територію виноробного заводу Шабо

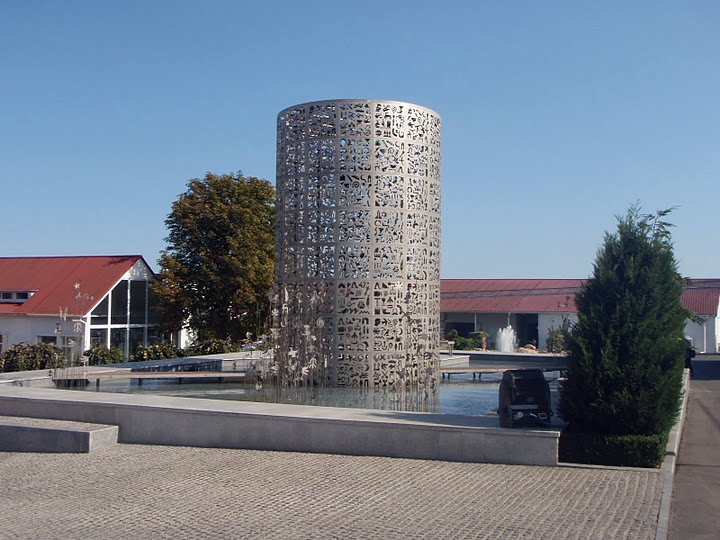
Фонтан Діоніса на території заводу

Село відоме своєю виноробною продукцією, на його території розташоване ТОВ «Промислово-торговельна компанія Шабо».
Перші виноградні сади в цьому регіоні були висаджені ще греками й генуезцями в VI столітті. Пізніше унікальні сорти винограду сюди завезли турки, які заснували поселення Аша-Абаг. І вже «офіційні» основоположники культурного виноробства в цьому регіоні — франкомовні швейцарські переселенці — називали це місце Шабаг, яке з часом місцеве населення перейменувало на легше — Шабо.
Шабо — одне з небагатьох місць у Європі, де лоза не постраждала від «виноградної чуми» — філоксери. Примітно, що під час антиалкогольної кампанії 1985 року в Шабо практично не вирубувалися виноградники. І в наші дні шабські вина славляться своєю якістю.
Лише у виноградниках Шабо вирощується сорт Тельті курук — єдиний автохтонний сорт винограду в Україні, який не змінив своїх органолептичних властивостей протягом сотень років.

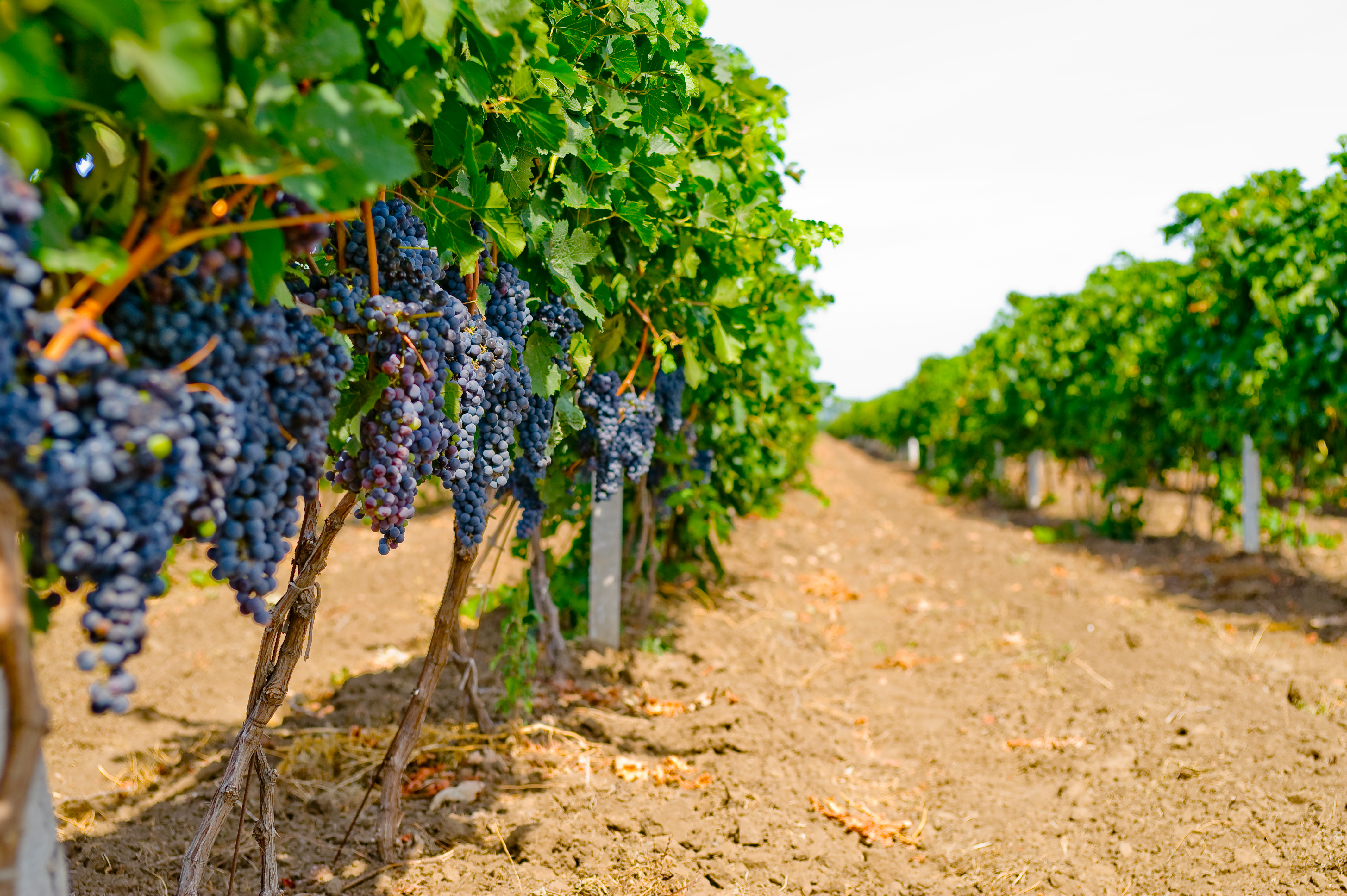
Виноградники

У 2009 році в селі відкрили Центр культури вина Шабо.

## Пам'ятки
- Свято-Миколаївська церква
- Центр культури вина Шабо
- Садиба Ансельма

## Місто-побратим
- Бад-Мергентхайм, Німеччина[8]

## Відомі люди
У 1889 і 1891 роках у Шабо перебувала Леся Українка. Влітку 1891-го, лікуючись у Криму в Євпаторії, під час спалаху епідемії тифу вона захворіла й змушена була виїхати в серпні 1891 року в Шабо. Родина швейцарських переселенців-колоністів Тардан гостинно приймала Лесю Україніку близько двох місяців, аж до її повного одужання. У Шабо Лесю Українку відвідали М. В. Лисенко та сім'я Комарових. Під час перебування в Шабо Леся багато читала і вела інтенсивне листування. Зокрема, писала листи до письменника і видавця М. І. Павлика, до свого дядька — відомого вченого й суспільного діяча М. П. Драгоманова, до матері — Олени Пчілки та батька — П. А. Косача.
У Шабо похований український патріот Ігор Іванов, командир-десятник одеського відділення «Правого сектора», який загинув у зіткненні з проросійськими бойовиками під час протистояння в Одесі 2 травня 2014 року.

### Народились
- Альошина-Костюкова Вікторія Дмитрівна — артистка оперети (ліричне сопрано), Народна артистка України.